# Пакуль
Па́куль — село в Україні, у Михайло-Коцюбинській селищній громаді Чернігівського району Чернігівської області. До 2020 орган місцевого самоврядування — Пакульська сільська рада.
Населення становить 800 осіб.

## Назва
Старі люди ще й досі згадують розповіді своїх пращурів, про те, що назва села виникла від слів: «Покуль поживемо тут» та «Покуль почекаємо інших», які сказали перші поселенці села, коли проходили цією місцевістю. Так і виникла назва села Пакуль та річки Пакульки.
Цими першими поселенцями були або люди, які тікали від монголо-татар, або монахи з Печерських гір Києва, на яких розгнівався київський князь, або ж ті, які добиралися човнами з Києва до Чернігова (або ж навпаки — з Чернігова по річці Білоус, входячи в її притоку Стругу, яка з'єднувалась волоком з річкою Пакулькою, можна було вийти човнами в Дніпро), і в районі сучасного Пакуля влаштовувались на відпочинок: «покуль жили» або «покуль чекали» інших.

## Історія

### Час заснування
За переказами, село Пакуль належало преподобному князеві Миколі Святоші (помер 1143), синові Чернігівського князя Давида Святославича. Коли ж Святоша оселився у Києво-Печерському монастирі, то згодом Пакуль та село Навози (з 1962 року — Дніпровське) перейшли до монастирського володіння. Однак в літературі зустрічаємо твердження, що село виникло у другій половині XIV ст., а перша письмова згадка відноситься до 1609 року.

### Литовсько-Польська доба
Село зазнало литовського і польського утисків. Після Люблінської унії 1569 року у Пакулі отримали маєтності представники роду Посудевських-Унучко. Окрім поляків, тут оселилися вихідці з Литви, Білорусі, Росії, інших країв. Поселенці тодішнього Пакуля розмовляли руською мовою.

Троїцька церква, 1710 р.,
зруйнована у 1930-х роках

### Козаччина
3 1628 року Пакуль залишався промисловою вотчиною Києво-Печерської лаври. Починає відроджуватися господарське життя: рудня, гутний промисел, цегельня, дьогтярний промисел, бортництво, паперовий завод.
Намісник Києво-Печерської лаври отець Модест та отець Діонісій 29 березня 1710 року заснували церкву святої Трійці, а ієромонах Погребинський 8 вересня 1713 року подарував храмові срібний келих з дарчим написом. 1755 року в Описі села Пакуль зустрічаємо запис про те, що в селі є школа та шпиталь.
За Генеральним переписом Лівобережної України 1765-1769 років, село перебувало у складі Любецької сотні Чернігівського полку.
Козацько-шляхетські роди Татаренків-Міхнових, Унучок-Посудевських, Гаркуш, Міхневичів, Черниченків, Стародубів також мали у Пакулі маєтності.

### Імперський період
Наприкінці XVIII ст. промислова вотчина Києво-Печерського монастиря перейшла до державної казни. Відповідно до указу імператора Павла І «Про поділ казенних сіл на волості і про порядок їх внутрішнього управління» у 1797 р. утворилася Пакульська волость Чернігівського повіту з волосним управлінням.
З 1806 р. село належало поміщикам Грабовським.
За даними на 1859 рік у козацькому й власницькому селі Чернігівського повіту Чернігівської губернії мешкало 1160 осіб (555 чоловічої статі та 605 — жіночої), налічувалось 193 дворових господарств, існували православна церква, приходське училище, сільська управа, відбувалось 2 щорічних ярмарки.
Станом на 1886 у колишньому державному й власницьке селі, центрі Пакульської волості мешкало 1295 осіб, налічувалось 157 дворових господарств, існували православна церква, школа, 2 постоялих будинки, лавка, водяний і 13 вітряних млини, маслобійний завод.
За переписом 1897 року кількість мешканців зросла до 1041 особи (526 чоловічої статі та 515 — жіночої), з яких 1041 — православної віри.

### Радянський період
У 1917—1920 роках влада у селі змінювалась кілька разів.
З 1923 року - районний центр Чернігівської округи Чернігівської губернії, куди увійшли населені пункти колишньої Пакульської волості, 300 дворів, 1800 мешканців.
На території сіл Пакульської сільської ради в роки німецько-радянської війни діяв партизанський загін ім. Коцюбинського. Нацистські окупанти за зв'язок з партизанами 6 травня 1943 спалили село, як і багато інших населених пунктів Чернігівщини та сусідньої Білорусі. З с. Семенягівка Пакульської сільської ради Герой Радянського Союзу Йосип Андрійович Конюша, з с. Пакуль учасник Параду Перемоги в червні 1945 року в Москві Федір Іванович Цибуля.
Під час реокупації сіл Чернігівського району німці робили спроби затримати просування військ генерала Пухова — село Пакуль в вересні 1943 року зазнало німецького авіабомбардування. У вересні-жовтні 1943 року до лав армії вступають мобілізовані юнаки призивного віку, партизани, які продовжують громити німецькі війська на Правобережній Україні.

### Незалежна Україна
12 червня 2020 року, відповідно до розпорядження Кабінету Міністрів України № 730-р «Про визначення адміністративних центрів та затвердження територій територіальних громад Чернігівської області», увійшло до складу Михайло-Коцюбинської селищної громади.
19 липня 2020 року, в результаті адміністративно-територіальної реформи та ліквідації Чернігівського району (1923—2020) Чернігівської області, увійшло до складу новоутвореного Чернігівського району.
У ході російського вторгнення в Україну, Пакуль був окупований з 21 по 31 березня 2022 року.

## Населення

### Мова
Розподіл населення за рідною мовою за даними :
| Мова            | Кількість | Відсоток |
| --------------- | --------- | -------- |
| українська      | 832       | 98.46%   |
| російська       | 8         | 0.95%    |
| вірменська      | 3         | 0.36%    |
| білоруська      | 1         | 0.12%    |
| інші/не вказали | 1         | 0.11%    |
| Усього          | 845       | 100%     |

## Святині
Троїцька церква (1710 р.) — чудова пам'ятка української церковної архітектури. Церква була дерев'яною, п'ятиверхою, хрещатою. Український мистецтвознавець  С. А. Таранушенко 1928 року дослідив, обміряв і сфотографував цей храм. Троїцька церква була зруйнована у середині 1930-х років.
Видавець Олександр Савчук за підтримки Українського культурного фонду 2021 року здійснив унікальний проєкт — видав дослідження С. Таранушенка «Знищені шедеври української дерев’яної сакральної архітектури. Книга з доповненою реальністю», у якій текст ілюстровано кресленнями, світлинами та 3D моделлю зруйнованого храму.

## Основні споруди
На тер. П. в урочищі Попова Гора виявлено городище і поселення часів Київської Русі (XI—XIII ст.). 1955 встановлено пам'ятний знак на братській могилі рад. воїнів, полеглих 1943, при визволення села; 1973 — пам'ятний знак на місці, де 20 — 23.09.1943 р. воїнів 13-ї армії під командуванням генерала М. П. Пухова форсували р. Дніпро. Знак — гранітний камінь (висота — 2,6 м), на яку закріплено меморіальну дошку з пам'ятним написом.
Відділення зв'язку, школа, фельдшерсько-акушерський пункт, Пакульське лісництво, Будинок культури на 350 місць.
2003 — освячено нове приміщення Троїцької церкви села Пакуль.
11 жовтня 2011 — село газифіковане. Символічний смолоскип у Пакулі урочисто запалили перший заступник голови Чернігівської облдержадміністрації Станіслав Прокопенко, голова Чернігівської РДА Микола Кудрик.

## Пакуль в літературі
В епічному романі Володимира Дрозда "Листя землі", за який йому у 1992 році була присуджена Державна премія України ім. Т. Г. Шевченка, події відбуваються у с. Пакуль. Це не документальний твір - пакульці в нім як збірний образ українців: "книга про долю поколінь, які стали творцями і жертвами незнаного досі в історії за його масштабами і глибиною соціального досліду" - українська версія "Сто років самотності".
"Багато різного балакають у Пакулі, одне відомо достеменно, бо так у Книзі днів записано: пакульці від сонця свій рід ведуть. Мати-сонце народило Ладу, Лада народила Живу, Жива народила Єву, Єва народила Катерину, Катерина народила Оксану, Оксана народила Марію, Марія народила Наталку, Наталка народила Солоху, Солоха народила Вівдю, а Вівдя народила Уляну — від пакульського горщечника Кузьми."